# Someren
Someren és un municipi de la província del Brabant del Nord, al sud dels Països Baixos. L'1 de gener del 2009 tenia 18.241 habitants repartits sobre una superfície de 81,43 km² (dels quals 1,17 km² corresponen a aigua). Limita al nord amb Geldrop-Mierlo i Helmond, a l'oest amb Heeze-Leende, a l'est amb Asten i al sud amb Cranendonck i Nederweert (L). 	

## Centres de població
| Nucli         | Població (gener 2006) |
| Someren       | ± 11.110              |
| Lierop        | ± 2.165               |
| Someren-Eind  | ± 3.372               |
| Someren-Heide | ± 1.471               |

## Ajuntament
- CDA (4 regidors)
- Gemeenschapslijst Someren-Eind en Sluis XIII (4 regidors)
- VVD (2 regidors)
- Lieropse Lijst (2 regidors)
- Progressief Someren/PvdA (2 regidors)
- Lijst Someren-Heide (2 regidors)
- Leefbaar Someren (1 regidor)